# 小寺明 (実業家)
小寺 明（こでら あきら、1947年4月23日 - ）は、日本の実業家。伊藤忠商事代表取締役や、伊藤忠エネクス代表取締役社長、同社取締役会長、エルピーガス協会常任理事などを務めた。退任後、中国銀行取締役。

## 人物・経歴
岡山県出身。1970年神戸大学経営学部卒業、伊藤忠商事入社。ポルトガル語研修生としてブラジルで研修を受け、伊藤忠商事繊維グループ企画統括室長、伊藤忠商事テキスタイル貿易部長、伊藤忠商事テキスタイル事業部長を経て、2002年伊藤忠商事常務執行役員繊維カンパニーエクゼクティブバイスプレジデント。2004年伊藤忠商事代表取締役常務金融・不動産・保険・物流カンパニープレジデント。2006年から伊藤忠エネクス代表取締役社長を務め、2009年にはジャパンエナジーなどと液化石油ガス事業を統合し、ジャパンガスエナジーを設立した。同年エルピーガス協会常任理事。2012年伊藤忠エネクス取締役会長。2013年伊藤忠エネクス相談役。2016年中国銀行取締役。 中島記念財団理事、伊藤忠連合企業年金基金理事長なども務めた。